# Lothar Löffler (Musiker)

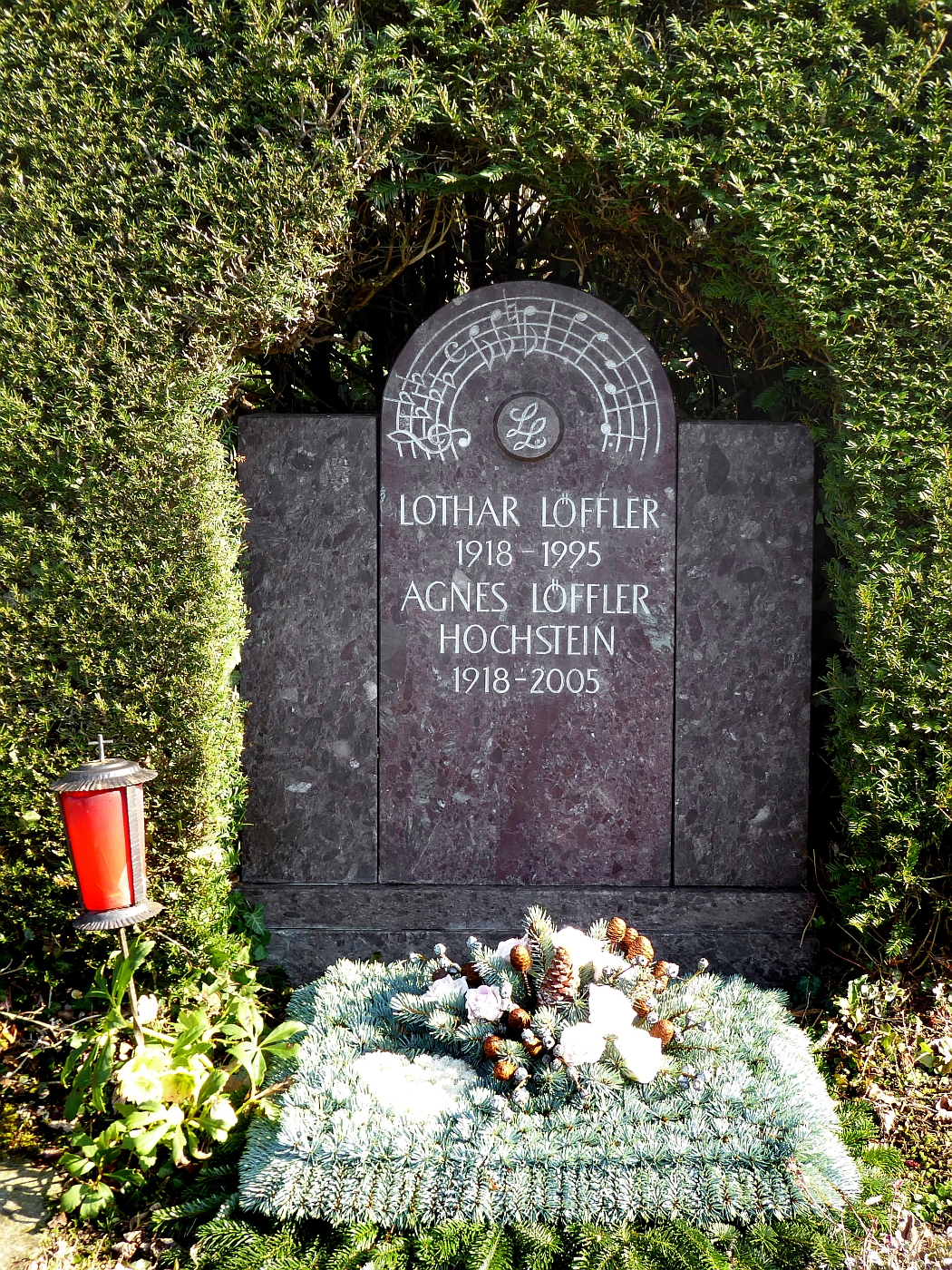
Grab auf dem Friedhof am Hörnli, Riehen, Basel-Stadt

Lothar Löffler (* 5. Februar 1918; † 20. Dezember 1995) war ein Schweizer Unterhaltungspianist, Komponist und Arrangeur.

## Leben
In seiner Jugend arbeitete Löffler bei Musik Hug in Basel.
Löffler spielte in verschiedenen Formationen (u. a. mit Günter Lenz) z. B. Tangos, Walzer, Foxtrotts. Ende der 1930er Jahre gehörte er zu den Swing Kiddies um René Bertschy.
Er bildete sein eigenes Orchester unter dem Namen Ambassador und gründete das Grammohaus Löffler in Basel.
1986 wurde Löffler „für sein Gesamtwerk mit einer Goldenen Schallplatte ausgezeichnet“.

## Diskografie (Auswahl)
- Gershwin Melodien
- Dream Concert
- 1993: Piano Cocktail (CD EAN 7619950500923)
- 1981: Wunderbar (EMI 13C 064-76195)
- Around the world
- In der Bar mit Lothar Löffler
- Golden Evergreens
- Dream concert (starlight piano)
- Klavierspielereien zum Tanzen
- Souvenirs
- Cocktail Party (mit Mac Strittmatter's Dixielanders), Tell Record LP 564
- Broadway-Melodien aus der Bar nebenan
- 12 Bestseller zum Tanzen